# Live It Out
Live It Out es el segundo álbum realizado por la banda de indie rock Metric. Fue lanzado el 27 de septiembre de 2005 por la firma discográfica independiente Last Gang Records. El álbum ha vendido más de 45,000 copias en los Estados Unidos y tiene la certificación de platino canadiense.
El álbum incluye tres singles con su respectivo video musical: "Monster Hospital", "Poster of a Girl" y "Empty".

## Canciones[5]
Todas las canciones escritas y compuestas por Metric. 
| N.º | Título                       | Duración |  |
| 1.  | «Empty»                      | 5:55     |  |
| 2.  | «Glass Ceiling»              | 3:55     |  |
| 3.  | «Handshakes»                 | 3:06     |  |
| 4.  | «Too Little Too Late»        | 4:22     |  |
| 5.  | «Poster of a Girl»           | 4:44     |  |
| 6.  | «Monster Hospital»           | 3:30     |  |
| 7.  | «Patriarch on a Vespa»       | 4:32     |  |
| 8.  | «The Police and the Private» | 3:43     |  |
| 9.  | «Ending Start»               | 3:20     |  |
| 10. | «Live It Out»                | 3:43     |  |

## Intérpretes
1. Emily Haines - Voz y sintetizadores.
2. James Shaw - Guitarra y voz.
3. Joshua Winstead - Bajo.
4. Joules Scott-Key - Batería.